# Enrico del Mercato
Enrico del Mercato (Laureana Cilento, 1825 – Laureana Cilento, 1902) è stato un patriota e rivoluzionario italiano, importante figura risorgimentale del Salernitano e figlio di Francescantonio e Marianna Pacelli Sanseverino dei Baroni di Balvano.

## Biografia
Mazziniano e democratico, partecipa all'intensa e vasta attività rivoluzionaria del padre e dei fratelli, nel 1848 con Cesare Rossaroll si arruola con i volontari di Cristina Belgioioso per la Lombardia dove combatte contro gli austriaci di Radetzky a Curtatone, Montanara e poi a Goito: qui per atti eroici durante il decisivo contrattacco che capovolse le sorti della battaglia è promosso sul campo al grado di Alfiere; è citato ancora nei fatti  d'arme a Brescia.
Alla conclusione della campagna piemontese in Lombardia si dirige, al comando di Guglielmo Pepe, a Venezia dove ancora resiste la Repubblica di S. Marco; lì combatte alla famosa sortita di Mestre e all'estrema resistenza del Forte di Marghera , dove gli muore tra le braccia l'antico amico Cesare Rossaroll.

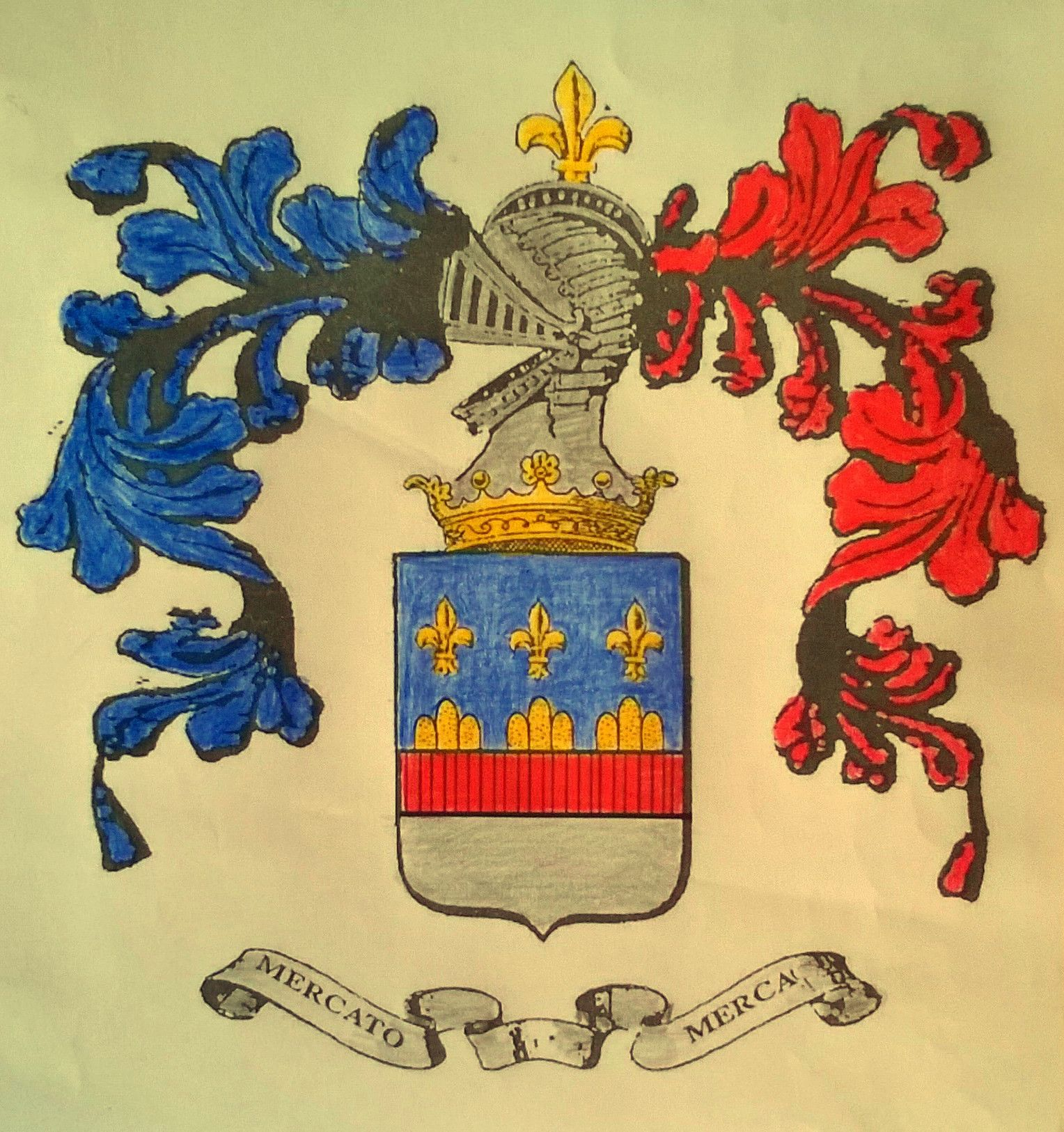
Stemma dei del Mercato in Laureana Cilento

Persa Venezia, Enrico raggiunge Roma dove la Repubblica Romana è caduta, lì l'aspetta il fratello Ernesto che vi ha combattuto, ne porta a Laureana uno chassepot di Oudinot (inciso sulla canna Pio IX Tolosa fidelis); per la sua partecipazione alla I Guerra di Indipendenza è bandito per 4 anni mentre dei fratelli Gaetano è all'ergastolo alla Favignana ed Ernesto e Valerio in esilio in Piemonte.
Nel 1859 col padre Francescantonio e il fratello Pietro, che sarà membro del Governo Provvisorio, prepara la rivoluzione del 1860; è arrestato col padre perché in una perquisizione in casa s'eran trovati fucili, sciabole e coccarde tricolori.
È attivo nel Cilento, chiama alle armi e grazie alla notorietà politica dei del Mercato arruola ben 700 volontari inquadrati nel battaglione sotto il suo comando col grado di Maggiore, che con altri 3 costituiranno la  Legione Salernitana, erede della Legione Italica, al comando del generale Fabrizi nell'esercito di Garibaldi.
Fa parte della dozzina di garibaldini (con Pietro e Gaetano) che accompagnano la carrozza di Garibaldi da Salerno arrivando al Ponte della Maddalena e proseguendo fino al Palazzo Reale, prendendo possesso da soli di Napoli abbandonata dai Borboni.
Successivamente al comando del suo battaglione prende parte alla battaglia del Volturno contro l'esercito borbonico, durante la quale, sotto il comando di Nino Bixio ai Ponti della Valle di Maddaloni (cfr.) alla testa del suo battaglione nella brigata Fabrizi, accorre a rintuzzare con decisivi assalti alla baionetta la fortissima controffensiva borbonica che aveva rotto le file garibaldine e rischiato di capovolgere l'esito della guerra.
Del pari notevole il suo ruolo nell'assedio di Capua tanto che finita la guerra gli viene affidato dal gen. Fabrizi il comando della Piazzaforte  di Castellammare, delicata per la presenza dei Cantieri Navali, di molte maestranze operaie e possibili rivolte antiunitarie.
Tornato a Laureana rifiuta ogni privilegio offertogli per il suo grande contributo alla causa unitaria (sua la frase "non abbiamo fatta l'Italia per mangiarla"), financo il grado di colonnello nel Regio Esercito.

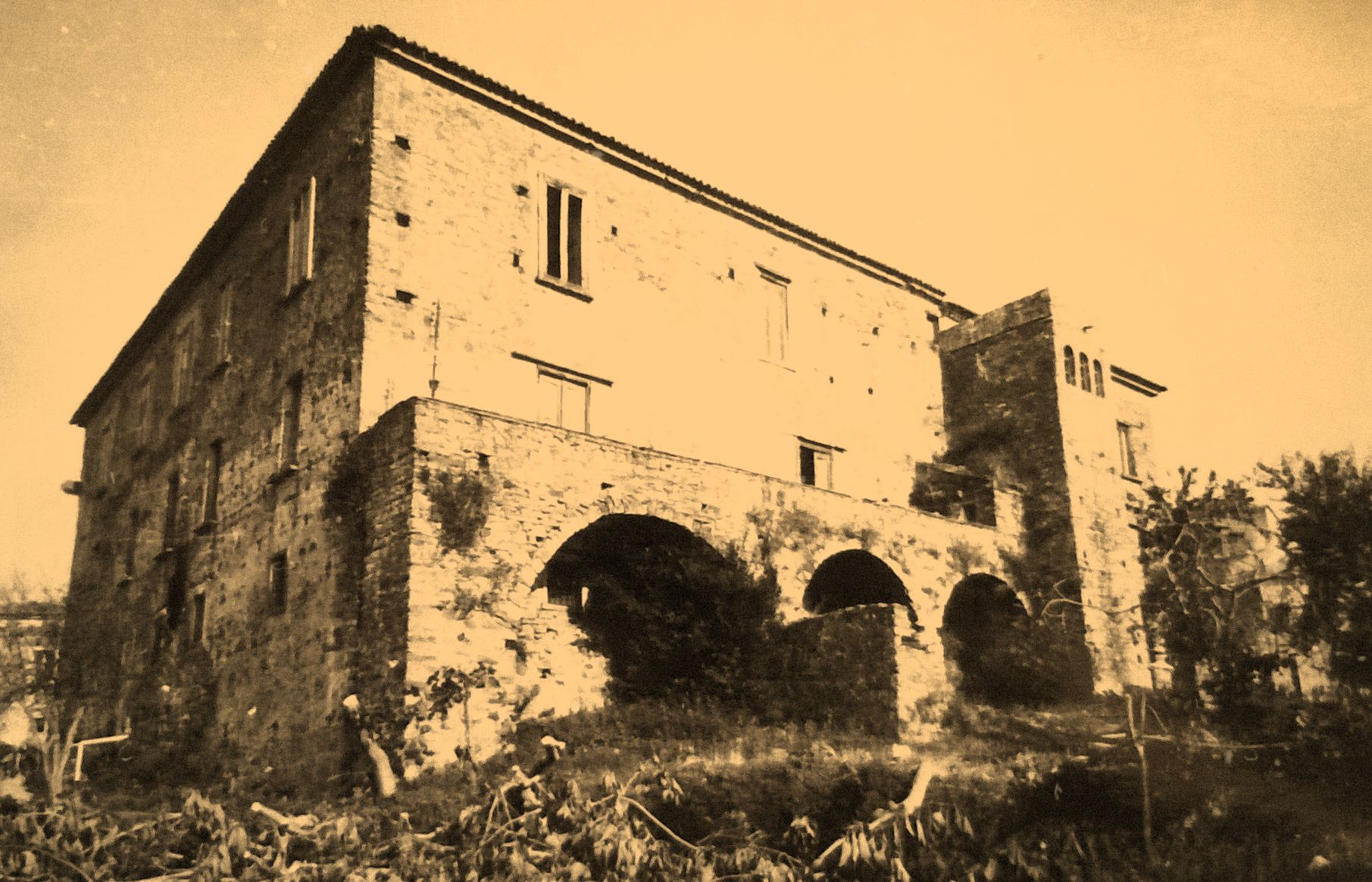
Laureana Cilento Palazzo del Mercato

Col grado di Maggiore della Guardia Nazionale comanda il Circondario cilentano e conduce una forte lotta nei confronti del brigantaggio locale contro i contadini, che preferivano arrendersi a lui evitando la fucilazione sommaria da parte di  bersaglieri e carabinieri; così il famoso Mìnico Nìuro (Domenico Nigro) si consegnò a lui purché fosse andato solo, così costrinse altri a liberare prigionieri e restituire beni, così da solo trattò con un gruppo di briganti che andarono a costituirsi nel suo palazzo.
Fu per molti anni sindaco di Laureana, cui donò vari terreni. In suo onore fu costituita la Società di Mutuo Soccorso Enrico del Mercato, società che erano associazioni repubblicane e socialiste.

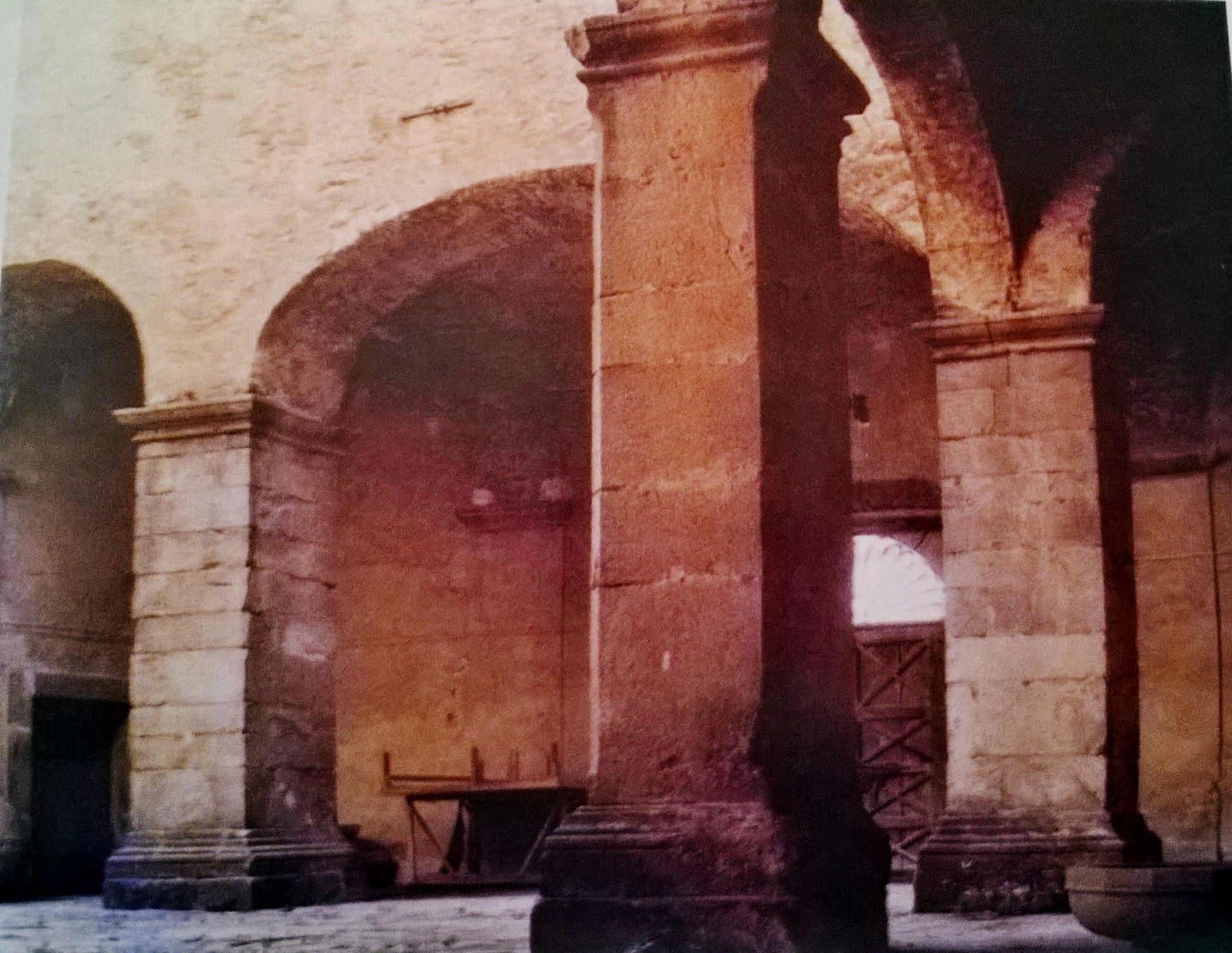
Cortile Monumentale del Palazzo del Mercato

## Bibliografia

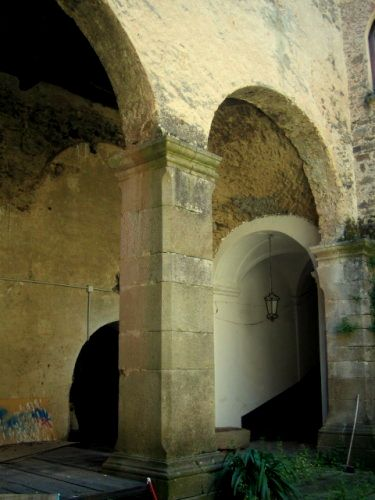
a sinistra l arco che porta al giardino col Pozzo monumentale